# Relacions entre Moçambic i Tanzània
Les relacions entre Moçambic i Tanzània es refereix a la les relacions actuals i històriques entre Tanzània i Moçambic.

## Història
Moçambic i Tanzània han mantingut relacions cordials des que Moçambic va obtenir la seva independència de Portugal. Després de la independència, va esclatar la guerra civil entre el partit de govern, Front d'Alliberament de Moçambic (FRELIMO) i Moviment de Resistència de Moçambic (RENAMO), que tenien el suport de Rhodèsia i Sud-àfrica. El FRELIMO es va formar a Tanzània amb l'ajuda del president de Tanzània Julius Nyerere per tal de lluitar contra el govern portuguès i li va donar terra durant la guerra civil per formar campaments militars. Després del final de la guerra, Tanzània va seguir mantenint bones relacions amb el país.

## Comerç i economia
Amb el recent auge de l'exploració de gas a la regió, Moçambic ha augmentat les seves exportacions a Tanzània en els últims anys i les principals exportacions de Moçambic per al país inclouen principalment equips de topografia i maquinària. La major part del comerç entre els països es porten a terme actualment pel port de Mtwara. El comerç entre els dos països està ben equilibrat i s'espera que creixi en el futur. En 2013 Moçambic va exportar 75,4 milions $ en béns a Tanzània i va importar 63 milions $ en mercaderies. Les principals exportacions de Tanzània a Moçambic inclouen teixits, productes de tabac i manufactures de baix cost.

### Infraestructures

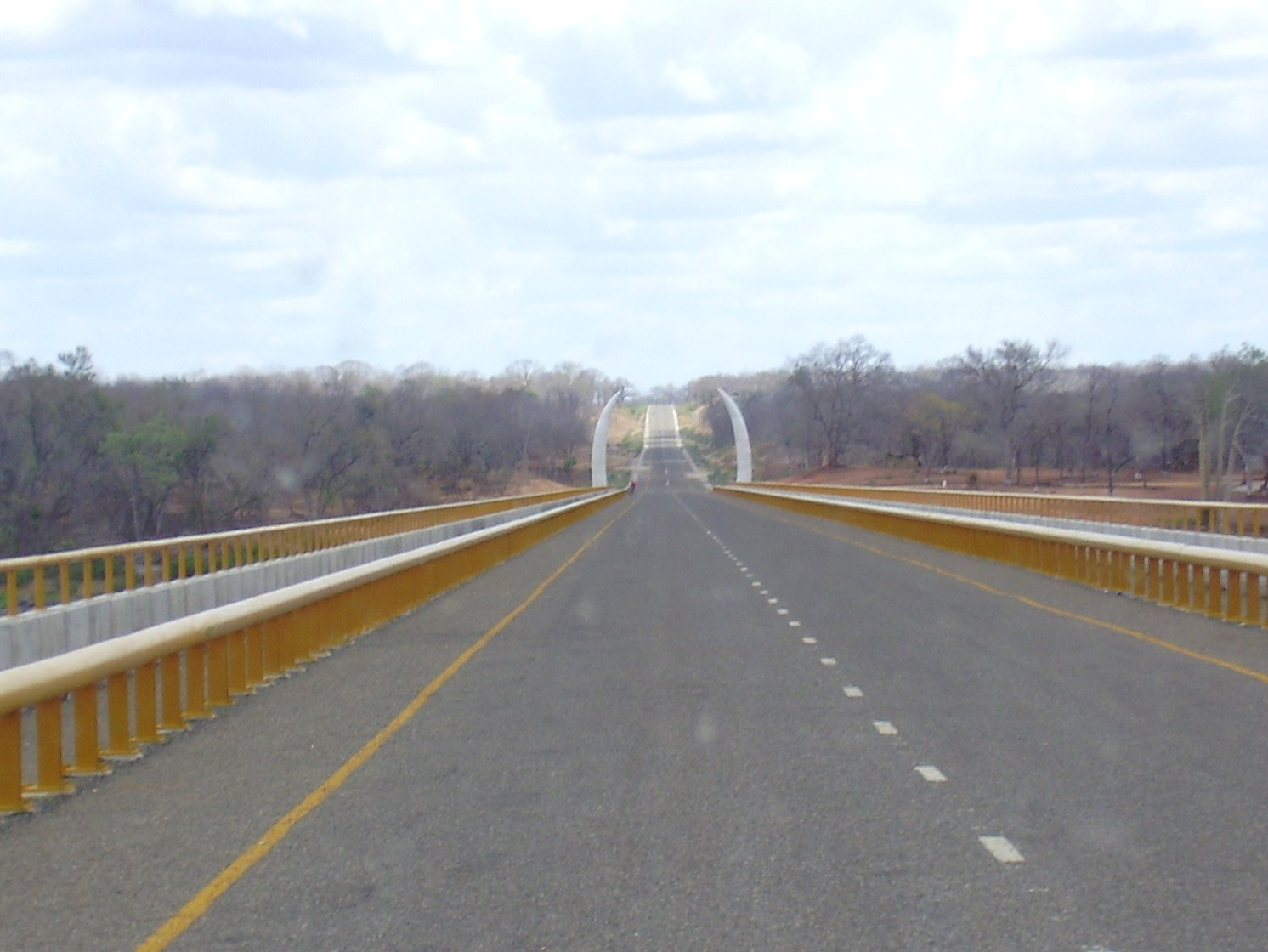
Pont de la Unitat entre Moçambic i Tanzània

#### Pont de la Unitat
Moçambic i Tanzània comparteixen més de 800 kilòmetres de fronterera però no hi ha camins per creuar el Rovuma a Moçambic. El govern de Tanzània va començar el funcionament d'un ferri a Namoto, però el 2005 els dos països van acordar construir un pont per facilitar el comerç transfronterer. El pont va ser inaugurat el 2010. No obstant això, a causa de la mala infraestructura de carreteres a la banda de Moçambic, el comerç transfronterer ha estat lent.

#### Desenvolupament del Corredor de Mtwara
Amb l'augment de les operacions econòmiques al sud de Tanzània, el projecte de desenvolupament del Corredor de Mtwara ajudaria a desenvolupar la regió fronterera de Tanzània i Moçambic i en conseqüència augmentar el comerç entre les dues nacions.

### Gas natural
Tanzània i Moçambic han trobat grans reserves de gas al voltant de les regions frontereres i ha iniciat una carrera per a l'exploració del mineral. Tots dos països estan tractant d'obtenir contractes per convertir-se en el proveïdor més gran de gas natural liquat a l'Àfrica. Tot i que és una carrera, els dos països segueixen compartint habilitats per produir una millor legislació.

## Relacions diplomàtiques
Moçambic manté una alta comissió en Dar es Salaam. Tanzània també manté una ambaixada a Maputo. El 18 de maig de 2015 el president de Moçambic Filipe Nyusi va fer una visita de tres dies a Tanzània per millorar les relacions bilaterals.